# Целиоскопија
Целиоскопија је минимално инвазивна дијагностичка и терапијска метода визуелног прегледа трбушне дупље помоћу целиоскопа (оптичког инструмента, сличног цистоскопу), који се убацује у трбух кроз претходно хируршки начињен отвор трокаром и након убризгавања стерилног ваздуха.

## Опште информације
Целиоскопија у ширем смислу подразумева инспекцију органа мале карлице. Зависно да ли се ради у дијагностичке сврхе, или се помоћу ње изводе мање или веће хируршке интервенције. Целиоскопија може бити:
- дијагностичка целиоскопија

- интервентна или хируршка целиоскопија.

У зависности од тога да ли је пут увођења ендоскопа и инструмената предњи трбушни зид или Дугласов шпаг (најнићег дела трбуха) целиоскопија може бити:
- лапароскопска, када се ендоскоп води кроз предњи трбушни зид,

- кулдоскопија, када се ендоскоп и инструменти уводе кроз вагинални свод.

## Индикације
Главне индикације за примену целиоскопије су:
- неплодност жене,[5]
- туберкулоза гениталних органа,
- тумори јајника,
- тумори материце,
- ванматерична (ектопична) трудноћа,
- ендометриоза,
- болови у малој карлици,[6]
- малформације гениталних органа,
- стерилизација,
- за потребе вантелесне оплодње.

## Контраиндикације
Главне контраиндикације за целиоскопију су:
- акутне инфекције,
- трбушне прираслице,
- хијатус хернија,
- поремећаји коагулације (згрушавања крви),
- анестезиолошке контраиндикације.

## Компликације
Могуће компликације целиоскопије су:
- емфизем,
- гасна емболија,
- перфорација органа трбушне дупље,
- повреда аорте.